# Llista de cançons del Guitar Hero II
Repertori complet de la banda sonora que inclou el videojoc musical Guitar Hero II, segon títol de la saga Guitar Hero. Desenvolupat per Harmonix i distribuït per RedOctane, va sortir a la venda primer per la consola PlayStation 2 al novembre de 2006 i després per Xbox 360 a l'abril de 2007.
La principal característica del videojoc consisteix en el fet que el jugador pot simular que és el guitarrista principal d'un grup de rock gràcies al controlador especial que incorpora el joc, encara que sempre es pot utilitzar el controlador convencional. En la versió per la PlayStation 2 es tracta de la reproducció d'una Gibson SG i per la Xbox 360, d'una Gibson X-Plorer. El videojoc permet jugar de forma individual de manera que es van superant diverses cançons que gradualment van augmentant de dificultat o en parella, on els dos jugadors es poden enfrontar en un duel o també fer carrera junts. Els quatre nivells de dificultat que té el joc es diferencien en la quantitat de botons de trast que s'han d'utilitzar i en la quantitat de notes que té la cançó.
El repertori de la versió per PlayStation 2 conté 64 cançons i el de la versió per Xbox 360 és de 74. Aquests repertoris estan formats per dos grups, una llista principal i una llista de cançons de bonificació. Per altra banda, la versió per Xbox 360 permet afegir cançons addicionals descarregades mitjançant la plataforma Xbox Live Marketplace, on hi ha un total de 24 cançons disponibles en diferents packs.

## Repertori principal
El mode carrera (individual) conté 40 i 48 cançons per PlayStation 2 i Xbox 360 respectivament. Les cançons estan organitzades en nivells o escenaris segons la dificultat i aquests són diferents en ambdues consoles, ja que la Xbox 360 disposa de cançons extres. Cada nivell conté entre tres i cinc cançons que cal completar per superar el nivell, i un com superat, es desbloqueja el següent. Els nivells desbloquejats queden disponibles després per ser utilitzats en el mode multijugador, tant competitiu com cooperatiu.
La majoria de les cançons són versions de les cançons originals realitzades per WaveGroup Sound. Cada cançó conté la pista per la guitarra principal i algunes també tenen la pista pel baix o per la guitarra rítmica que es pot utilitzar en el mode cooperatiu o en el mode pràctica.
| Any  | Títol                                 | Artista                  | Original | Escenari PlayStation 2       | Escenari Xbox 360            |
| ---- | ------------------------------------- | ------------------------ | -------- | ---------------------------- | ---------------------------- |
| 1977 | "Bad Reputation"                      | Thin Lizzy               |          | 5. Return of the Shred       | 5. Return of the Shred       |
| 2005 | "Beast and the Harlot"                | Avenged Sevenfold        |          | 8. Face-Melters              | 8. Face-Melters              |
| 1973 | "Billion Dollar Babies"               | Alice Cooper             |          | —                            | 3. String-Snappers           |
| 1971 | "Can't You Hear Me Knockin'"1         | The Rolling Stones       |          | 4. Thrash and Burn           | 4. Thrash and Burn           |
| 2000 | "Carry Me Home"                       | The Living End           |          | 7. Furious Fretwork          | 8. Face-Melters              |
| 1976 | "Carry On Wayward Son"                | Kansas                   |          | 2. Amp Warmers Extra         | 3. String-Snappers           |
| 1990 | "Cherry Pie"                          | Warrant                  |          | 4. Thrash and Burn           | 2. Amp Warmers               |
| 1976 | "Crazy on You"                        | Heart                    |          | 6. Relentless Riffs          | 6. Relentless Riffs          |
| 2006 | "Dead!"1                              | My Chemical Romance      | 1        | —                            | 6. Relentless Riffs          |
| 1973 | "Free Bird"1                          | Lynyrd Skynyrd           |          | 8. Face-Melters Extra        | 8. Face-Melters Extra        |
| 2006 | "Freya"                               | The Sword                |          | 5. Return of the Shred       | 6. Relentless Riffs          |
| 1991 | "Girlfriend"1                         | Matthew Sweet            |          | 4. Thrash and Burn           | 4. Thrash and Burn           |
| 1990 | "Hangar 18"                           | Megadeth                 |          | 8. Face-Melters              | 8. Face-Melters              |
| 1993 | "Heart-Shaped Box"                    | Nirvana                  |          | 2. Amp Warmers               | 1. Opening Licks             |
| 1968 | "Hush"                                | Deep Purple              |          | —                            | 4. Thrash and Burn           |
| 1983 | "Institutionalized"1                  | Suicidal Tendencies      |          | 8. Face-Melters              | 8. Face-Melters              |
| 1973 | "Jessica"1                            | The Allman Brothers Band |          | 6. Relentless Riffs          | 5. Return of the Shred       |
| 1990 | "John the Fisherman"                  | Primus                   | 1        | 5. Return of the Shred       | 5. Return of the Shred       |
| 1992 | "Killing in the Name"                 | Rage Against the Machine |          | 5. Return of the Shred       | 6. Relentless Riffs          |
| 2004 | "Laid to Rest"1                       | Lamb of God              |          | 7. Furious Fretwork          | 7. Furious Fretwork          |
| 1977 | "Last Child"1                         | Aerosmith                |          | 5. Return of the Shred Extra | 5. Return of the Shred Extra |
| 2006 | "Life Wasted"                         | Pearl Jam                |          | —                            | 2. Amp Warmers               |
| 1985 | "Madhouse"                            | Anthrax                  |          | 7. Furious Fretwork          | 7. Furious Fretwork          |
| 1979 | "Message in a Bottle"                 | The Police               |          | 2. Amp Warmers               | 3. String-Snappers           |
| 1962 | "Misirlou"                            | Dick Dale                |          | 8. Face-Melters              | 8. Face-Melters              |
| 1997 | "Monkey Wrench"                       | Foo Fighters             |          | 3. String-Snappers           | 4. Thrash and Burn           |
| 1988 | "Mother"1                             | Danzig                   |          | 1. Opening Licks             | 2. Amp Warmers               |
| 1994 | "Possum Kingdom"                      | Toadies                  | 1        | —                            | 1. Opening Licks             |
| 1990 | "Psychobilly Freakout"                | Reverend Horton Heat     |          | 7. Furious Fretwork          | 7. Furious Fretwork          |
| 1970 | "Rock and Roll Hoochie Koo"           | Rick Derringer           |          | —                            | 5. Return of the Shred       |
| 1981 | "Rock This Town"                      | Stray Cats               |          | 6. Relentless Riffs          | 7. Furious Fretwork          |
| 1994 | "Salvation"                           | Rancid                   |          | —                            | 1. Opening Licks             |
| 1973 | "Search and Destroy"                  | Iggy Pop and The Stooges |          | 3. String-Snappers           | 3. String-Snappers           |
| 1983 | "Shout at the Devil"                  | Mötley Crüe              |          | 1. Opening Licks             | 1. Opening Licks Extra       |
| 1990 | "Stop"                                | Jane's Addiction         | 1        | 6. Relentless Riffs Extra    | 6. Relentless Riffs Extra    |
| 1974 | "Strutter"1                           | Kiss                     |          | 2. Amp Warmers               | 1. Opening Licks             |
| 1978 | "Surrender"                           | Cheap Trick              |          | 1. Opening Licks             | 1. Opening Licks             |
| 1987 | "Sweet Child O'Mine"                  | Guns N' Roses            |          | 4. Thrash and Burn Extra     | 4. Thrash and Burn Extra     |
| 1980 | "Tattooed Love Boys"                  | The Pretenders           |          | 3. String-Snappers           | 5. Return of the Shred       |
| 1992 | "Them Bones"                          | Alice in Chains          |          | 3. String-Snappers           | 3. String-Snappers           |
| 1984 | "Tonight I'm Gonna Rock You Tonight"1 | Spinal Tap               |          | 1. Opening Licks Extra       | 2. Amp Warmers Extra         |
| 1996 | "Trippin' on a Hole in a Paper Heart" | Stone Temple Pilots      |          | 6. Relentless Riffs          | 6. Relentless Riffs          |
| 1983 | "The Trooper"                         | Iron Maiden              |          | —                            | 7. Furious Fretwork          |
| 1970 | "War Pigs"                            | Black Sabbath            |          | 3. String-Snappers Extra     | 3. String-Snappers Extra     |
| 1993 | "Who Was In My Room Last Night?"1     | The Butthole Surfers     |          | 4. Thrash and Burn           | 4. Thrash and Burn           |
| 2006 | "Woman"                               | Wolfmother               |          | 1. Opening Licks             | 2. Amp Warmers               |
| 1978 | "You Really Got Me"                   | Van Halen                |          | 2. Amp Warmers               | 2. Amp Warmers               |
| 1981 | "YYZ"                                 | Rush                     |          | 7. Furious Fretwork Extra    | 7. Furious Fretwork Extra    |

## Cançons de bonificació
La versió per PlayStation 2 conté 24 cançons extres i la versió per Xbox 360 en conté dues més. Totes les cançons extres es poden desbloquejar en la botiga virtual del joc mitjançant els diners aconseguits en el mode carrera, i es poden tocar en tots els modes disponibles del joc. La cançó "Raw Dog" de The Last Vegas va ser seleccionada en el concurs "Be a Guitar Hero".
| Any  | Títol                        | Artista                                         | Original |
| ---- | ---------------------------- | ----------------------------------------------- | -------- |
| 2006 | "Arterial Black"1            | Drist                                           | 1        |
| 2006 | "Collide"                    | Anarchy Club                                    | 1        |
| 2006 | "Drink Up"2                  | Ounce of Self                                   | 1        |
| 2006 | "Elephant Bones"             | That Handsome Devil                             | 1        |
| 2006 | "Fall of Pangea"             | Valient Thorr                                   | 1        |
| 2006 | "FTK"                        | Vagiant                                         | 1        |
| 2004 | "Gemini"1                    | Brian Kahanek                                   | 1        |
| 2006 | "Jordan"                     | Buckethead                                      | 1        |
| 2006 | "Kicked to the Curb"2        | Noble Rot                                       | 1        |
| 2006 | "Laughtrack"                 | The Acro-Brats                                  | 1        |
| 2006 | "Less Talk More Rokk"1       | Freezepop                                       | 1        |
| 1999 | "Mr. Fix It"                 | The Amazing Crowns                              | 1        |
| 2006 | "One for the Road"           | The Breaking Wheel                              | 1        |
| 2006 | "Parasite"                   | The Neighborhoods                               | 1        |
| 2006 | "Push Push (Lady Lightning)" | Bang Camaro                                     | 1        |
| 2006 | "Radium Eyes"                | Count Zero                                      | 1        |
| 2006 | "Raw Dog"                    | The Last Vegas                                  | 1        |
| 2006 | "Red Lottery"                | Megasus                                         | 1        |
| 2005 | "Six"                        | All That Remains                                | 1        |
| 2006 | "Soy Bomb"1                  | Honest Bob and the Factory-to-Dealer Incentives | 1        |
| 2004 | "The Light That Blinds"      | Shadows Fall                                    | 1        |
| 2006 | "The New Black"              | Every Time I Die                                | 1        |
| 2006 | "Thunderhorse"               | Dethklok                                        | 1        |
| 2003 | "Trogdor"1                   | Strong Bad                                      | 1        |
| 2006 | "X-Stream"                   | Voivod                                          | 1        |
| 2006 | "Yes We Can"                 | Made in Mexico                                  | 1        |

## Cançons descarregables
La versió del joc per la consola Xbox 360 permet utilitzar les cançons descarregables que hi ha disponibles en el Xbox Live Marketplace. Aquestes cançons van ser llançades en packs de tres o en senzills. Algunes de les cançons disponibles pertanyen al repertori del primer títol del Guitar Hero de PlayStation 2.
| Any  | Títol                             | Artista                          | Original | Data llançament        | Senzill / Pack                  |
| ---- | --------------------------------- | -------------------------------- | -------- | ---------------------- | ------------------------------- |
| 1983 | "Bark at the Moon"                | Ozzy Osbourne                    |          | 11 d'abril de 2007     | Guitar Hero Track Pack 1        |
| 2004 | "Hey You"                         | The Exies                        |          | 11 d'abril de 2007     | Guitar Hero Track Pack 1        |
| 1980 | "Ace of Spades"                   | Motörhead                        |          | 11 d'abril de 2007     | Guitar Hero Track Pack 1        |
| 1974 | "Killer Queen"                    | Queen                            |          | 11 d'abril de 2007     | Guitar Hero Track Pack 2        |
| 2002 | "Take It Off"                     | The Donnas                       |          | 11 d'abril de 2007     | Guitar Hero Track Pack 2        |
| 1973 | "Frankenstein"                    | The Edgar Winter Group           |          | 11 d'abril de 2007     | Guitar Hero Track Pack 2        |
| 1989 | "Higher Ground"                   | Red Hot Chili Peppers            |          | 11 d'abril de 2007     | Guitar Hero Track Pack 3        |
| 1994 | "Infected"                        | Bad Religion                     |          | 11 d'abril de 2007     | Guitar Hero Track Pack 3        |
| 2000 | "Stellar"                         | Incubus                          |          | 11 d'abril de 2007     | Guitar Hero Track Pack 3        |
| 1978 | "I Wanna Be Sedated"              | The Ramones                      |          | 11 de juliol de 2007   | Guitar Hero Track Pack 4        |
| 1972 | "Smoke on the Water"              | Deep Purple                      |          | 11 de juliol de 2007   | Guitar Hero Track Pack 4        |
| 1982 | "You've Got Another Thing Comin'" | Judas Priest                     |          | 11 de juliol de 2007   | Guitar Hero Track Pack 4        |
| 2006 | "Famous Last Words"               | My Chemical Romance              | 1        | 14 d'agost de 2007     | My Chemical Romance Pack        |
| 2006 | "Teenagers"                       | My Chemical Romance              | 1        | 14 d'agost de 2007     | My Chemical Romance Pack        |
| 2006 | "This Is How I Disappear"         | My Chemical Romance              | 1        | 14 d'agost de 2007     | My Chemical Romance Pack        |
| 2006 | "Detonation"                      | Trivium                          |          | 28 de setembre de 2007 | Guitar Hero Indie Label Pack    |
| 2006 | "Ex's and Oh's"                   | Atreyu                           |          | 28 de setembre de 2007 | Guitar Hero Indie Label Pack    |
| 2005 | "Bury the Hatchet"                | Protest the Hero                 | 1        | 28 de setembre de 2007 | Guitar Hero Indie Label Pack    |
| 1993 | "Sin Documentos"                  | Los Rodríguez                    | 1        | 15 d'octubre de 2007   | Single                          |
| 2006 | "Sept"                            | Pleymo                           | 1        | 15 d'octubre de 2007   | Single                          |
| 2007 | "Exile"                           | Soilwork                         | 1        | 15 d'octubre de 2007   | Single                          |
| 2007 | "The State of Massachusetts"      | Dropkick Murphys                 |          | 29 de novembre de 2007 | Guitar Hero Indie Label Pack II |
| 2007 | "You Should Be Ashamed of Myself" | The Bled                         |          | 29 de novembre de 2007 | Guitar Hero Indie Label Pack II |
| 2007 | "Memories of the Grove"           | Maylene and the Sons of Disaster | 1        | 29 de novembre de 2007 | Guitar Hero Indie Label Pack II |